# Cerdà
Cerdà è un comune spagnolo di 279 abitanti situato nella comunità autonoma Valenciana.